# ميغيل بينافايدز
ميغيل بينافايدز هو ممثل كوبي، ولد في 10 سبتمبر 1939 في كوبا، وتوفي في 14 يوليو 2008.

## وصلات خارجية
- ميغيل بينافايدز على موقع IMDb (الإنجليزية)
- ميغيل بينافايدز على موقع قاعدة بيانات الفيلم (الإنجليزية)